# Joseph Khiamsun Nittayo
Joseph Khiamsun Nittayo (1908 - 1998) là một Giám mục người Thái Lan của Giáo hội Công giáo Rôma. Ông nguyên là Tổng giám mục chính tòa Tổng giáo Băng Cốc và Chủ tịch Hội đồng Giám mục Thái Lan. Trước khi được thăng Tổng giám mục, ông cũng là Đại diện Tông Tòa cuối cùng của Hạt Đạt diện Tông Tòa Băng Cốc. Ông cũng là một nghị phụ tham dự gaii đoạn 2, 3 và 4 của Công đồng Vatican II.

## Tiếu sử
Tổng giám mục Joseph Khiamsun Nittayo sinh ngày 29 tháng 5 năm 1908 tại Lamsai, thuộc Thái Lan. Sau quá trình tu học dài hạn tại các chủng viện theo Giáo luật, ngày 21 tháng 12 năm 1935, Phó tế Nittayo, 27 tuổi, tiến đến việc được truyền chức linh mục.
Sau gần 30 năm thực hiện các hoạt động mục vụ trên cương vị là một linh mục, ngày 13 tháng 9 năm 1963, Tòa Thánh loan báo Giáo hoàng đã tuyển chọn và bổ sung linh mục Joseph Khiamsun Nittayo vào hàng ngũ các giám mục, với vị trí Giám mục Phó Đại diện Tông Tòa Hạt Đại diện Tông Tòa Băng Cốc, với danh hiệu Giám mục Hiệu tòa Obba. Lễ tấn phong cho vị tân chức được tổ chức cách trọng thể sau đó vào ngày 20 tháng 10 cùng năm, với phần nghi thức chính yếu của việc truyền chức được cử hành bởi 3 giáo sĩ cấp cao. Chủ phong cho vị tân chức chính là Đương kim Giáo hoàng, Phaolô VI, Thượng phụ Tây Phương. Hai vị còn lại trong vai trò phụ phong gồm Tổng giám mục Pietro Sigismondi, Tổng Thư kí Thánh bộ Giáo lý Đức Tin và Tổng giám mục Sergio Pignedoli, Khâm sứ Tòa Thánh tại Trung và Tây Phi. Sau đó, tân giám mục đã đến dự Công đồng Vatican II, trên tư cách là một nghị phụ.
Ngày 29 tháng 4 năm 1965, ông kế nhiệm chính thức trở thành Đại diện Tông Tòa Băng Cốc. Không lâu sau đó, ngày 18 tháng 12 năm 1965, Tòa Thánh ra thông báo nâng Hạt Đại diện Tông Tòa Băng Cốc thành Tổng giáo phận Băng Cốc, đồng thời tái bổ nhiệm vị trí tương đương này cho Giám mục Joseph Khiamsun Nittayo quản lí, với một chức danh chính thức mới là Tổng giám mục chính tòa.
Bày năm sau khi nhận chức danh Tổng giám mục chính tòa, ông từ nhiệm, và được Tòa Thánh chấp thuận vào ngày 18 tháng 12 năm 1972. Ông qua đời hơn 25 năm sau đó, vào ngày 2 tháng 10 năm 1998, thọ 90 tuổi.